# Sandra Dee
Sandra Dee, pseudonimo di Alexandra Cymboliak Zuck (Bayonne, 23 aprile 1942 – Thousand Oaks, 20 febbraio 2005), è stata un'attrice e modella statunitense.
È ricordata soprattutto per essere stata l'interprete di teen-film, ossia film adolescenziali, prodotti tra il 1957 e la metà degli anni sessanta, nei quali ha incarnato la ragazza della porta accanto dal viso pulito e ingenuo, e recitato spesso accanto a celebri attori.

## Biografia

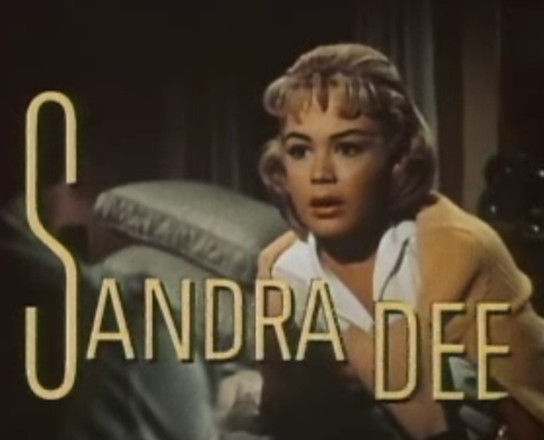
Sandra Dee ne Lo specchio della vita (1959)

Nata nel New Jersey, era figlia di John Zuck e Mary Cymboliak (di origini ucraine, gruppo etnico lemky). Successivamente i genitori divorziarono e la madre si risposò con Eugene Douvan. Iniziò la carriera di modella già all'età di quattro anni, ma raggiungerà successo e notorietà in questo campo all'età di 12 anni. Il suo nome di battesimo, Alexandra, venne abbreviato in Sandra quando iniziò a lavorare come modella, mentre il cognome venne sostituito in Dee come l'iniziale di quello del suo patrigno. Grazie agli incoraggiamenti della madre e dei talent scout, la grande occasione per la Dee giunse nel 1957, all'età di 15 anni, con la partecipazione al film Quattro donne aspettano di Robert Wise, ove recitò accanto a noti attori come Jean Simmons, Joan Fontaine, Paul Newman e Piper Laurie.
Nel 1958 vinse un Golden Globe per la migliore attrice debuttante (insieme con Carolyn Jones e Diane Varsi). In seguito la sua carriera cinematografica ebbe un notevole impulso con le interpretazioni in vari ruoli da ragazzina ingenua in film come Come sposare una figlia (1958) di Vincente Minnelli, Lo specchio della vita (1959) di Douglas Sirk, I cavalloni (1959) di Paul Wendkos, Uno sconosciuto nella mia vita (1959) di Helmut Käutner, e in particolare Scandalo al sole (1959) di Delmer Daves, accanto a Troy Donahue, pellicola che, pur suscitando scalpore per delle scene reputate troppo audaci per quei tempi, le conferì ulteriore celebrità, in particolare presso il pubblico degli adolescenti americani. Nel 1960, diciottenne, recitò in un solo film, Ritratto in nero di Michael Gordon. Mentre entrambi recitavano in Italia sul set del film Torna a settembre, Sandra Dee incontrò l'attore e cantante Bobby Darin, che diventò suo marito il 1º dicembre 1960, qualche mese dopo il compimento dei 18 anni. Con il marito interpretò altre pellicole, come Una sposa per due (1962) di Henry Levin, di modesto successo. Il 16 dicembre 1961 nacque il suo unico figlio Dodd Mitchell (dal quale avrà due nipoti, Alexa e Olivia), mentre il matrimonio con Darin terminerà con un divorzio nel 1967.

Dopo il matrimonio con Bobby Darin, la casa produttrice Universal, con cui la Dee era sotto contratto in quel periodo, cercò di traghettare l'attrice verso ruoli più maturi; fino alla metà degli anni sessanta girerà ancora diversi film, tra cui Torna a settembre (1961) di Robert Mulligan, Dimmi la verità (1961) di Harry Keller, Giulietta e Romanoff (1961) di Peter Ustinov, Il sole nella stanza (1963) di Harry Keller, Vorrei non essere ricca (1964) di Jack Smight, Quello strano sentimento (1965) di Richard Thorpe e M 5 codice diamanti (1966) di Ronald Neame e Cliff Owen. 

Sandra Dee in una scena di Giulietta e Romanoff (1961)

Nel 1967, anno del divorzio da Darin, la sua carriera cominciò a declinare; in quell'anno l'attrice apparve soltanto nei film Rosie! di David Lowell Rich e Il mondo è pieno... di papà di Peter Tewksbury, che non ebbero molto successo. Dopo la partecipazione, in un ruolo inusuale, all'horror Le vergini di Dunwich (1970) di Daniel Haller, la Dee abbandonò il grande schermo, con un episodico ritorno nel 1983. 
A partire dalla metà degli anni sessanta la sua presenza sugli schermi divenne sempre più sporadica, anche per la difficoltà di reiterare la propria immagine di ragazza "pura" e sognatrice; in questo periodo le vennero infatti affidati pochi ruoli e solo occasionali apparizioni televisive. Il suo personaggio ispirò la canzone Look At Me, I'm Sandra Dee, tratta dal celebre musical di Broadway Grease (1972). La canzone riapparirà nella versione cinematografica del 1978, e nel musical live del 2016 Grease: Live! Il suo legame con Bobby Darin è stato oggetto di un film uscito nelle sale cinematografiche nel 2004, intitolato Beyond the Sea. Kate Bosworth è l'attrice a cui è stato affidato il ruolo di Sandra Dee.
Sandra Dee ammise in un'intervista di aver sofferto per molta parte della sua esistenza di anoressia nervosa, depressione e alcolismo, in conseguenza delle violenze sessuali subite da piccola da parte del patrigno (come raccontato anche dal figlio Dodd in un libro sulla vita dei genitori, pubblicato nel 1994). Sandra Dee morì nel febbraio 2005, a soli 62 anni, per complicazioni renali. È sepolta al Forest Lawn Memorial Park (Hollywood Hills) a Hollywood, non lontano da sua madre Mary, morta nel 1987.

## Riconoscimenti
- Young Hollywood Hall of Fame (1960's)

## Filmografia
- Quattro donne aspettano (Until They Sail), regia di Robert Wise (1957)
- Come sposare una figlia (The Reluctant Debutante), regia di Vincente Minnelli (1958)
- Il frutto del peccato (The Restless Years), regia di Helmut Käutner (1958)
- I cavalloni (Gidget), regia di Paul Wendkos (1959)
- Uno sconosciuto nella mia vita (Stranger in My Arms), regia di Helmut Käutner (1959)
- Scandalo al sole (A Summer Place), regia di Delmer Daves (1959)
- Lo specchio della vita (Imitation of Life), regia di Douglas Sirk (1959)
- Il selvaggio e l'innocente (The Wild and the Innocent), regia di Jack Sher (1959)
- Ritratto in nero (Portrait in Black), regia di Michael Gordon (1960)
- Torna a settembre (Come September), regia di Robert Mulligan (1961)
- Dimmi la verità (Tammy, Tell Me True), regia di Harry Keller (1961)
- Giulietta e Romanoff (Romanoff and Juliet), regia di Peter Ustinov (1961)
- Una sposa per due (If a Man Answers), regia di Henry Levin (1962)
- Il sole nella stanza (Tammy and the Doctor), regia di Harry Keller (1963)
- Prendila è mia (Take Her, She's Mine), regia di Henry Koster (1963)
- Vorrei non essere ricca (I'd Rather Be Rich), regia di Jack Smight (1964)
- Quello strano sentimento (That Funny Feeling), regia di Richard Thorpe (1965)
- M 5 codice diamanti (A Man Could Get Killed), regia di Ronald Neame, Cliff Owen (1966)
- Rosie!, regia di David Lowell Rich (1967)
- Il mondo è pieno... di papà (Doctor, You've Got to Be Kidding), regia di Peter Tewksbury (1967)
- Le vergini di Dunwich (The Dunwich Horror), regia di Daniel Haller (1970)
- Mistero in galleria (Night Gallery) - serie TV, episodi Tell David… (1971) e Lo spettro ballerino (Spectre in Tap Shoes) (1972)

## Doppiatrici italiane
- Maria Pia Di Meo in Il frutto del peccato, Uno sconosciuto nella mia vita, Lo specchio della vita, Il selvaggio e l'innocente, Ritratto in nero, Torna a settembre, Dimmi la verità, Giulietta e Romanoff, Una sposa per due, Il sole nella stanza, Prendila è mia, Quello strano sentimento
- Vittoria Febbi in I cavalloni, Come sposare una figlia, Quattro donne aspettano, Rosie, Le vergini di Dunwich
- Fiorella Betti in Scandalo al sole